# Fuskprogram
Fuskprogram (engelska Cheat programs, Cheats eller Hacks) är program vars uppgift är att genom fusk förbättra en dataspelares poäng. Metoden för detta varierar men i FPS spel som exempelvis Counter-Strike är det Aimbot, Wallhack och Speedhack.
I realtidsstrategispel (RTS) kan programmets uppgift vara att ge spelaren pengar, göra så att spelet går fortare eller ta bort krigsdimma. I datorrollspel (RPG) brukar det vara att ge spelaren mer styrka eller liv. Detta gors bland annat med programmet Cheat Engine.
Gemensamt för alla fuskprogram/fuskare är att:
- De förbättrar en spelares poäng (automatiskt sikte, se genom väggar)
- De ger intrycket av att spelaren är mycket bra eller övernaturlig
- De ofta förstör spelupplevelsen för andra spelare
- Fuskare blir ofta bannade av servrarnas admins eller av anti-cheatprogram såsom Valve Anti-Cheat